# 린코 파크
린코 파크(臨港パーク)는 일본 가나가와현 요코하마시 니시구 미나토미라이에 있는 공원이다.